# Néon Argýrion
Néon Argýrion är en ort i Grekland.   Den ligger i prefekturen Nomós Evrytanías och regionen Grekiska fastlandet, i den centrala delen av landet, 240 km nordväst om huvudstaden Aten. Néon Argýrion ligger 414 meter över havet och antalet invånare är 253.
Terrängen runt Néon Argýrion är kuperad åt sydväst, men åt nordost är den bergig. Néon Argýrion ligger nere i en dal. Runt Néon Argýrion är det glesbefolkat, med 12 invånare per kvadratkilometer. Närmaste större samhälle är Epinianá, 18,2 km öster om Néon Argýrion. 